# Garcinia travancorica
Espèce
Statut de conservation UICN

 VU B1+2c : Vulnérable
Garcinia travancorica est une espèce de plantes à fleurs de la famille des Clusiaceae.

## Publication originale
- The Flora Sylvatica for Southern India t. 173. 1872.